# Komsomólskaya-Koltsevaya

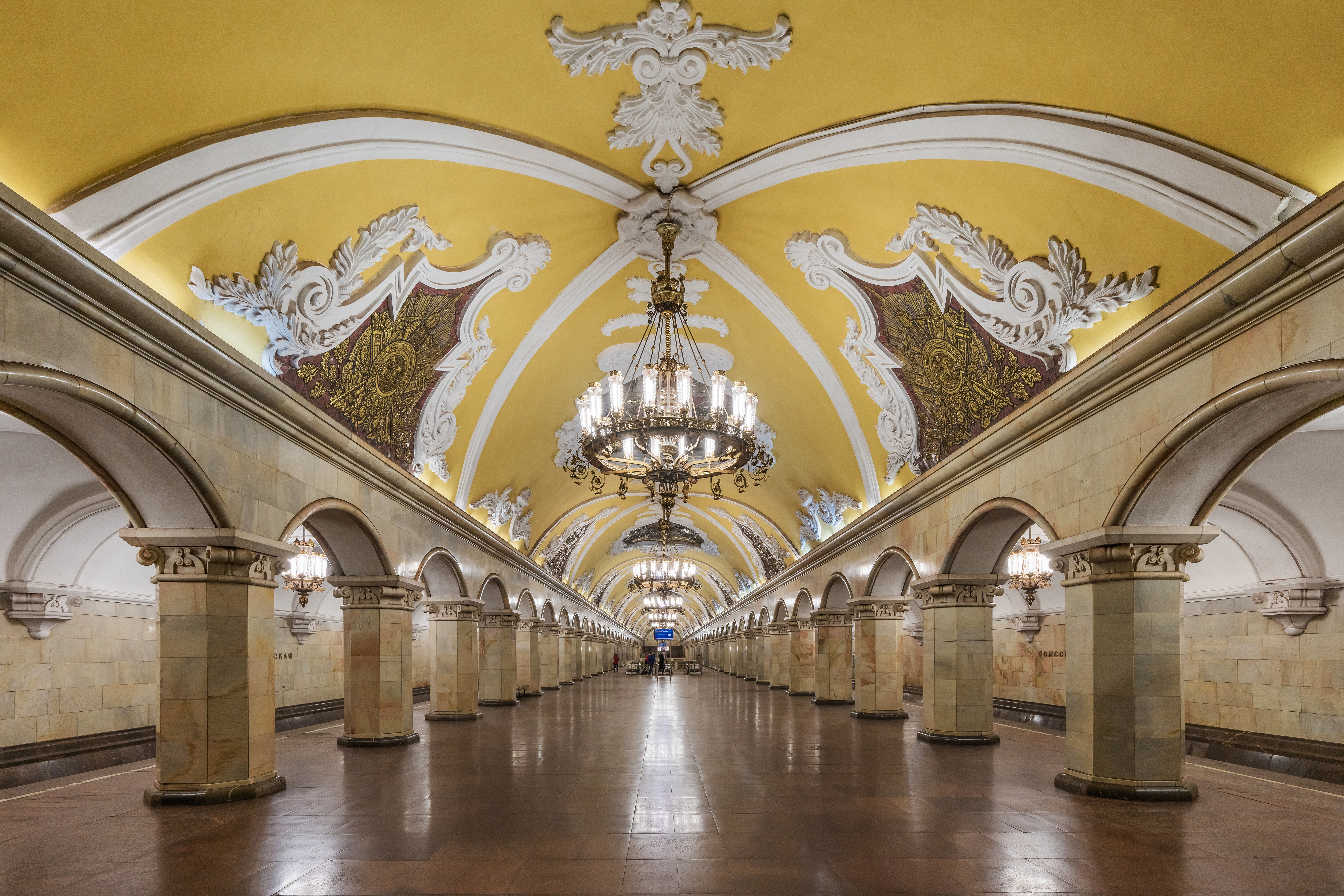
Andén de Komsomólskaya-Koltsevaya

Komsomólskaya-Koltsevaya (del ruso: Комсомóльская-Кольцевая) es una estación en la línea Koltsevaya del Metro de Moscú, posiblemente la más opulenta en un sistema conocido por sus estaciones palaciegas. La característica más importante de la estación es su grandioso techo estilo barroco, pintado de amarillo pálido e incrustado de mosaicos y moldes florales. El techo es soportado por 68 columnas octagonales de mármol blanco con capiteles jónicos modificados. Komsomólskaya fue diseñada por Alekséi Shchúsev, V.D. Kokorin, A.Y. Zabolótnaya, V.S. Varvarin, y O.A. Velikoretsky y abierta el 30 de enero de 1952.
El tema artístico de la estación es la lucha del pueblo ruso por la independencia y sus esfuerzos históricos contra los invasores. Conservando este tema en los ocho grandes mosaicos de Pável Korin a lo largo del centro del techo, cinco de ellos mostrando a grandes generales rusos: Alejandro Nevski, Dmitri Donskói, Kuzmá Minin y Dmitri Pozharski, Aleksandr Suvórov, y Mijaíl Kutúzov. Los tres mosaicos restantes muestran respectivamente a soldados soviéticos en el edificio Reichstag en Berlín, Lenin dando un discurso en la Plaza Roja, y una mujer sosteniendo en el aire un martillo y una hoz frente al mausoleo de Lenin. De estas, las últimas dos no son originales, habiendo sido agregadas posteriormente a las otras. Otros mosaicos muestran varios armamentos y armaduras, al igual que la Orden de la Victoria. Al final del andén hay un busto de Lenin, un arco decorado con diseños florales dorados y el escudo de armas soviético.
El vestíbulo de la estación fue construido a una gran escala, con un inmenso domo octagonal, una cúpula y un imponente pórtico de gran altura con columnas corintias estilizadas. La construcción está localizada en el lado norte de la Plaza Komsomólskaya, entre las terminales Kazansky, Leningradsky y Yaroslavsky del tren. 

## Transbordos
Desde esta estación los pasajeros pueden transbordar a Komsomólskaya en la Línea Sokólnicheskaya.

## Fotogalería

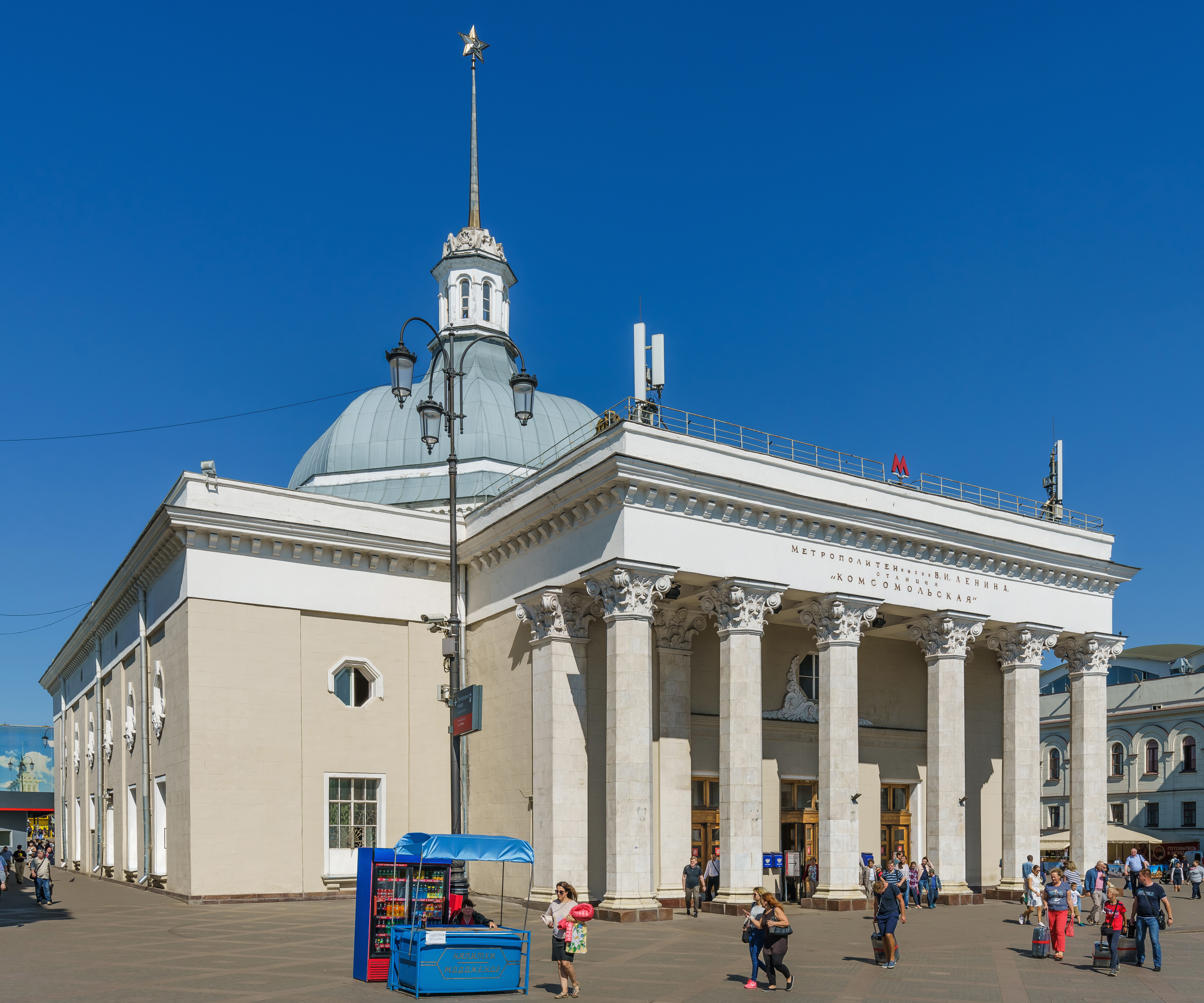
Columnata neoclásica del vestíbulo que lleva a la estación Komsomólskaya-Koltsevaya.

- Datos: Q1200275
- Multimedia: Komsomolskaya-Koltsevaya / Q1200275